# Xã Midway, Quận St. Louis, Minnesota
Xã Midway (tiếng Anh: Midway Township) là một xã thuộc quận St. Louis, tiểu bang Minnesota, Hoa Kỳ. Năm 2010, dân số của xã này là 1.399 người.